# Attitude & Orbit Control
Attitude & Orbit Control är ett musikalbum från 2009 av jazzsångerskan Jeanette Lindström. Hon fick motta en Grammis för albumet i kategorin ”Årets Jazz” (2010).

## Låtlista
Text och musik av Jeanette Lindström om inget annat anges.
1. We Would – 5:34
2. All We Have Is Now (Wayne Coyne/Steven Drozd) – 4:28
3. Morning (Jeanette Lindström/Robert Wyatt) – 7:53
4. River – 4:47
5. You Say – 5:49
6. Scenery – 1:43
7. Scenery Postludium – 1:49
8. Blue Room Yellow Tree – 6:42
9. Lament (Jeanette Lindström/Sidsel Endresen) – 1:49
10. River – 4:42
11. Spacetalk – 0:48
12. Spacewalk – 5:12

## Medverkande
- Jeanette Lindström – sång, piano, Fender Rhodes
- Andreas Hourdakis – gitarrer, banjo, mandolin
- Jonas Östholm – piano, Wurlitzer, Fender Rhodes, orgel, röst
- Thobias Gabrielson – elbas
- Magnus Öström – trummor, slagverk, vibrafon, gitarr, synthesizer, röst

Gästmusiker:
- Robert Wyatt – sång, trumpet
- Richard Krantz – pedal steel
- Åke Skommar – kyrkorgel
- David Lindvall – elbas
- Ola Hultgren – trummor, slagverk
- Jonas Lindgård – violin
- Svante Henryson – cello

## Mottagande
Skivan fick ett mycket gott mottagande när den kom ut med ett snitt på 4,2/5 baserat på 14 recensioner.

## Listplaceringar
| Lista (2009) | Topplacering |
| ------------ | ------------ |
| Sverige      | 31           |